# AS〜エンジェリックセレナーデ
『AS〜エンジェリックセレナーデ』(Angelic Serenade)は、工画堂スタジオくろねこさんちーむ制作のコンピューターゲーム。2002年3月29日にWindows 98/Me/2000/XP対応ソフトとして発売後、2003年9月19日、メディアをCDからDVDへと変更し、要素が追加されたリニューアル版『AS DVD 生まれたばかりのLoveSong』が発売された。工画堂スタジオ運営の携帯電話サイト『エンジェリックタウン』でもプレイ可能。また、スクウェア・エニックスよりライトノベル小説化作品も発売されている。
『エンジェリック・コンサート』に続き、魔法楽器「フォルテール」の登場するアドベンチャーゲームシリーズである『Music ADV』シリーズの第2作。また本作品のキャラクター・世界観を基にコメディ風にリメイクされた作品『まじかるトワラー・エンジェルラビィ☆』が2003年3月21日に発売された。

## ストーリー

### プロローグ
音楽家クラビスは失われてしまった「何か」を求め、当てのない旅を続けていた。
あるとき「天使の街フォンティーユ」にたどり着き、そこで歌をうたう不思議な少女ラスティと出会う。すると、彼女の歌に呼応するかのようにクラビスの持っていた白い一枚の羽根が淡い光を放つ。かくして少女に惹かれたクラビスはフォンティーユに滞在することを決意する。
その後、クラビスは小高い丘で、宿屋・アンクルノートの共同経営者であるフィア・ノートと出会う。フィアからフォンティーユへの滞在には許可が必要なことを聞いた彼は、彼女の案内で地元の司祭と面会する。クラビスから羽根を見せられた司祭は、それが天使の羽根であり、町の人にとって忌まわしい思い出とつながっているから、あまり人前に見せないようにと言われる。
2人は教会を後にし、フィアの案内で街を歩き回る。そして、山の上にある神殿に行き、彼女の口からそこで祀られていた天使の羽根がなくなったことが明かされる。
その後、クラビスは川で野宿しようとするが、クマが出没したため、フィアから教えられた魔法薬を買いにウィネス魔法店に行くが、店主のサーリア・ウィネスの起こした爆発に巻き込まれたうえ、サーリア本人に不審者と間違えられていしまう。
ウィネス魔法店を出た後、クラビスはラスティに会おうとするが、別の少女によって夢の中に引き込まれる。目を覚ますと、そこにはラスティがおり、彼女の歌に合わせて、クラビスは魔法演奏楽器・フォルテールを奏でる。

## キャラクター
クラビス・コーア（ドラマCD&小説版での主人公の名）
魔法演奏楽器「フォルテール」を奏でる旅人の青年。とある事情から不老の肉体となり、200年以上も旅を続けている。
ラスティ・ファースン
声 - 飯塚雅弓
左右の瞳の色が異なる「オッドアイ」の少女。言葉を話すことはできないが、なぜか歌をうたうことはできる。12歳。
フィア・ノート
声 - かかずゆみ
母親（声 - 田中敦子）と共に宿屋「アンクルノート」を営む少女。明るく活発な性格。16歳。
サーリア・ウィネス
声 - 小森まなみ
魔法使いの少女で、ウィネス魔法店を切り盛りする。無邪気な反面、ドジで世間知らず。16歳。
アルテ・セーマ
声 - 園崎未恵
アンクルノートにて踊り子をしている盲目の女性。おしとやかな性格で勘が鋭い。19歳。
ステファ・ランクレー
声 - 堀江由衣
クラビスの夢の中に現われる謎の少女。クラビスの過去について知っているらしい。
ラスティの母
声 - 小山裕香
心優しく、料理が得意。ゲーム中や設定資料集では名前が設定されていない。小説版では「エオリア」という名前で、スピンオフ作品の『まじかるトワラー・エンジェルラビィ☆』では「シアリィ・ファースン」という名前。
堕天使ルーシア
声 - 園崎未恵
熾天使セラフィ
声 - 堀江由衣
司教
声 - 立木文彦

## スタッフ
- キャラクターデザイン:成瀬ちさと
- シナリオ:小林且典
- AS DVD追加シナリオ:吉田勝(AIC)
- プログラム:斉藤勝
- 音楽:高野ふじお
- AS DVD追加曲:feel/藤間仁/上松範康
- ディレクター:貝阿弥範明
- 制作:くろねこさんちーむ

## 登場曲
- 天使の歌う小夜曲
- 祈りの歌
- 聖地
- Two Destiny〜2つの運命
- 大事な宝石
- この手を伸ばして
- 羽根のブランケットにつつまれて
- 生まれたばかりのLoveSong
- 粉雪につつまれて

## 開発
キャラクターデザインは『夢のつばさ』で知られる成瀬ちさとが担当した。成瀬はソフトバンクとのインタビューの中で、もともと友人から工画堂スタジオが由緒のある所だと聞かされており、ディレクターの貝阿弥からオファーをもらった際に引き受けたと話している。
シナリオライターは、『久遠の絆』などで知られる小林且典が務めており、成瀬同様貝阿弥からメールオファーを受けた。

### キャスティング
フィア・ノート役のかかずゆみは、ソフトバンクとのインタビューの中で、元気な少女だがロマンチックな一面もあり、展開によって様々な表情を見せることを示唆している。

## 関連商品
書籍
- スクウェア・エニックス刊行
  - 『AS〜エンジェリックセレナーデ　イラスト&公式設定資料集』
  - 『小説　エンジェリックセレナーデ』（著者:小林且典、イラスト:成瀬ちさと）
  - 『まじかるトワラー・エンジェルラビィ☆うさみみっしょん』（著者:霧海正吾、カバーイラスト:成瀬ちさと、挿絵:E=MC2）
- 新紀元社刊行
  - 工画堂スタジオヒロインコレクションブック

CD
- ディーライツ/フロンティアワークス
  - 『AS〜エンジェリックセレナーデ』ドラマCD
- ランティス/キングレコード発売
  - 『AS DVD 生まれたばかりのLoveSong』オリジナルサウンドトラック
- 工画堂スタジオ発売
  - エンジェルアソート Vol.1
  - エンジェルアソート Vol.2

## 反響
工画堂スタジオの社長・谷逸平がnoteに寄せたコメントによると、本作は当時のくろねこさんちーむ作品の中で、最多の出荷数を記録したとされている。